# میشائیل اشمیت زالومون

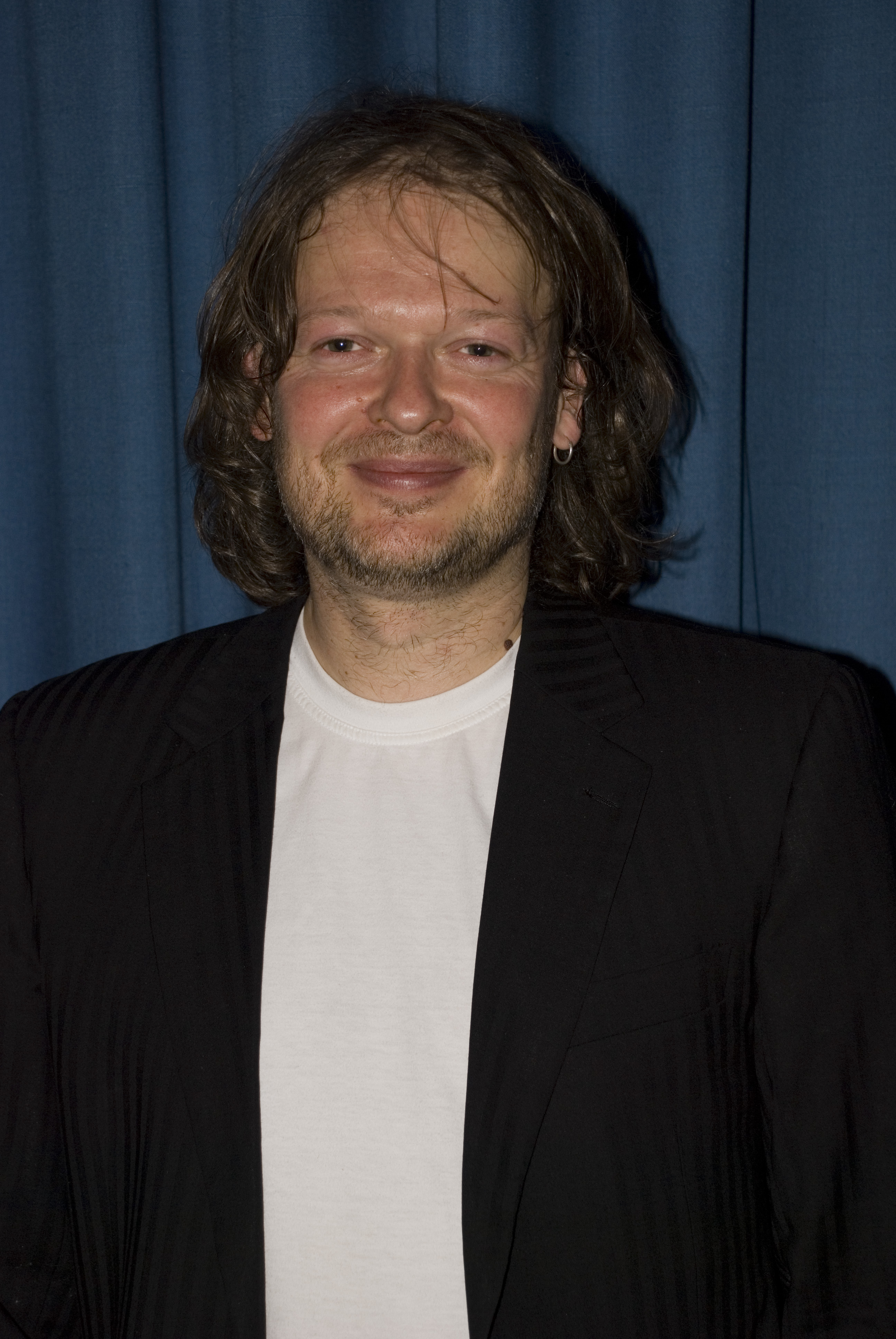
میشائیل اشمیت زالومون

میشائیل اشمیت زالومون (به آلمانی: Michael Schmidt-Salomon) زاده ۱۹۶۷ در تری‌یر یک نویسنده و فیلسوف آلمانی، و مدیر روابط عمومی است. به عنوان رئیس بنیاد جوردانو برونو، سازمانی انسان‌گرا که نسبت به دین شکاک است، او به عنوان "پیشتاز بی‌خدایان" آلمان معروف است. کتاب‌های او شامل مانیفست انسان‌گرایی فرگشتی: دادخواستی برای فرهنگ معاصر، و Die Kirche im Kopf (کلیسا در سر) است. کتاب مخصوص کودکان او به نام Wo bitte geht's zu Gott?, fragte das kleine Ferkel ("چطور می‌توانم به خدا برسم؟ خوک کوچولو پرسید.") به دلیل توصیف‌هایش از دین جنجال‌برانگیز شد.

او در سال ۲۰۰۷ با همکاری مینا احدی آتئیست ایرانی، سازمان شورای مرکزی مسلمانان سابق یا اکس مسلم را بنیانگذاری کرد.